# Kassina somalica
Kassina somalica é uma espécie de anfíbio da família Hyperoliidae, que pode ser encontrada na Eritreia, na Etiópia, no Quênia, na Somália e na Tanzânia. Habita savanas, brejos e áreas alagadas, geralmente abaixo dos 1 500 metros de altitude, e tem parte de sua distribuição compreendida pelos parques nacionais de Tsavo West e Tsavo East, no Quênia.
Os indivíduos são grandes, medindo 40 milímetros, e cinzas, possuindo manchas pretas arredondadas ou alongadas no lugar de listras no dorso, que apresenta coloração entre o creme e o marrom, porém existem registros de espécimes sem manchas. Seus discos adesivos são menores do os da Kassina maculifer, além de apresentar um padrão de manchas dorsais diferente.
Se reproduz em corpos d'água permanentes ou temporários, e seus girinos medem 80 milímetros, com o corpo preto salpicado com pontos vermelhos ou verdes e com a cauda elevada. A fórmula da fileira de dentes labiais (FFDL) é 1/1+1,1.